# Jennifer Werth
Jennifer Werth (* 12. März 1989 in Berlin) ist eine deutsche Fußballspielerin. Die Torfrau stand bei den Bundesligisten Turbine Potsdam und Hamburger SV unter Vertrag. Seit 2009 ist sie beim Regionalligisten LFC Berlin aktiv.

## Werdegang
Werth begann ihre Karriere beim Berliner SV 92. Über den VfB Lichterfelde (heute: Lichterfelder FC) kam sie 2005 zum 1. FFC Turbine Potsdam, wo sie zunächst in der dritten, später dann in der zweiten Mannschaft eingesetzt wurde. Ihr Debüt in der ersten Mannschaft gab sie am 2. Dezember 2007 beim Auswärtsspiel gegen den FCR 2001 Duisburg, als sie zur zweiten Halbzeit für die Verletzte Desirée Schumann eingewechselt wurde. Am 12. Januar 2008 gewann sie mit dem DFB-Hallenpokal ihren ersten Titel. Zur Saison 2008/09 wechselte sie für eine Saison zum Hamburger SV. Seit der Saison 2009/10 spielt sie beim LFC Berlin in der Regionalliga.
Im Jahre 2005 absolvierte sie zwei Länderspiele für die U-17-Nationalmannschaft. Außerdem stand sie im Aufgebot der U-20-Nationalmannschaft, blieb aber ohne Einsatz.

## Erfolge
- DFB-Hallenpokalsiegerin 2008